# Stora Skarpabborrtjärnen
Stora Skarpabborrtjärnen är en sjö i Bräcke kommun i Jämtland och ingår i Ljungans huvudavrinningsområde.